# Мечеть Сакина-ханум
Мечеть Сакина-ханум (азерб. Səkinəxanım məscidi) — историко-архитектурный памятник XIX века, расположенный в городе Губа, Азербайджан.
Памятник включён в список недвижимых памятников истории и культуры государственного значения решением № 132 Кабинета Министров Азербайджанской Республики от 2 августа 2001 года.

## История
Мечеть Сакина-ханум была построена для увековечения памяти азербайджанского писателя и историка Аббасгулу Ага Бакиханова его женой Сакиной-ханум Бакихановой. Сакина Бакиханова умерла в 1853 году. Строительство мечети было завершено после её смерти в 1854 году.
После советской оккупации в 1930-х годах медресе и вспомогательные постройки вокруг мечети были закрыты и разрушены. В первые годы здание мечети использовалось как склад, а позднее – как швейная мастерская.
После восстановления независимости Азербайджана в 1992 году мечеть была отремонтирована и открыта для посещения. Вокруг мечети была построена ограда, восстановлены водопровод, канализация, электричество и газ. В 1990-1993 годах были построены помещение для ритуального омовения и другие вспомогательные здания.

### Архитектура
Мечеть имеет особый архитектурный стиль и отличается от других мечетей Губы. Построена из красного кирпича и напоминает цилиндр с языками. В каждой стене есть полукруглое арочное окно. Верх фасада обрамлён оригинальным карнизом из мелкого кирпича. Пол покрыт каменной плиткой, а потолок держится на четырёх больших колоннах. Кафедра изготовлена из орехового дерева и имеет восемь ступеней. Мечеть четырехугольной формы, с девятью окнами и двумя дверями. Её высота составляет 27 метров. От земли до купола 9 метров. Диаметр купола составляет 4,5 метра. Крыша и вершина купола покрыты железным листом. Центр купола украшен изящным тонким валом. Рядом с мечетью с 1994 года действует медресе.
Над входным портиком здания мечети строкой насх дан стих из Корана на арабском и персидском языках призывающий к возведению мечетей и надпись упоминающую историю её постройки:
Те, кто искренне верят в Бога и будущую жизнь. Это те, кто ремонтирует мечети Бога. (Фрагмент суры Тауба, аят 18);
Пророк сказал, мир ему. Если кто построит мечеть, даже если она будет размером с птичью клетку, Аллах построит для него дворец на небесах (хадис);
Именно поэтому эта мечеть была построена женой высокопоставленного райского Гаджи Аббаскули-хана Бакиханова Сакиной.
- Да простит Бог их обоих. После смерти усопшего он был полностью построен в месяц мухаррам 1271 года (сентябрь 1854 года).